# Västlandasjön
Västlandasjön är en sjö i Köpings kommun i Västmanland och ingår i Norrströms huvudavrinningsområde. Sjön är 5,4 meter djup, har en yta på 4,96 kvadratkilometer och befinner sig 49 meter över havet. Sjön avvattnas av vattendraget Lillån. Vid provfiske har en stor mängd fiskarter fångats, bland annat abborre, björkna, braxen och gers.

## Delavrinningsområde
Västlandasjön ingår i det delavrinningsområde (660286-149638) som SMHI kallar för Utloppet av Västlandasjön. Medelhöjden är 53 meter över havet och ytan är 12,61 kvadratkilometer. Räknas de 2 avrinningsområdena uppströms in blir den ackumulerade arean 27,97 kvadratkilometer. Lillån som avvattnar avrinningsområdet har biflödesordning 3, vilket innebär att vattnet flödar genom totalt 3 vattendrag innan det når havet efter 170 kilometer. Avrinningsområdet består mestadels av skog (32 procent) och jordbruk (15 procent). Avrinningsområdet har 4,95 kvadratkilometer vattenytor vilket ger det en sjöprocent på 39,3 procent. Bebyggelsen i området täcker en yta av 0,4 kvadratkilometer eller 3 procent av avrinningsområdet.

## Fisk
Vid provfiske har följande fisk fångats i sjön:
- Abborre
- Björkna
- Braxen
- Gärs
- Gädda
- Gös
- Lake
- Löja
- Mört
- Sutare